# Gen letalny
|   | T  | t  |
| T | TT | Tt |
| t | Tt | tt |

t - w układzie homozygotycznym gen letalny, recesywny;

kolor czerwony - śmierć homozygoty
Gen letalny – gen powodujący śmierć organizmu. Następuje ona wskutek zaburzeń rozwojowych zygoty lub osobnika przed osiągnięciem zdolności do rozrodu. Geny letalne są zazwyczaj genami recesywnymi, ponieważ dominacja nie może utrzymać się w środowisku (umierają wszystkie heterozygoty i homozygoty dominujące, więc cecha nie jest przekazywana dalej). Zazwyczaj pojawienie się genu letalnego w heterozygocie jest przyczyną skrócenia życia.
Przykłady chorób wywołanych genami letalnymi (prowadzą do śmierci):
- amaurotyczne zidiocenie młodzieńcze
- Choroba Taya-Sachsa